# Francisco Melchor de Montemayor
Francisco Melchor de Montemayor (Montemayor, Córdoba, noviembre de 1588-Monasterio de Guadalupe, Cáceres, 1 de febrero de 1678) fue un organista y compositor español; que profesó como monje jerónimo. Era conocido como "el maestro Cabello".
A pesar de algunas noticias que indicaban que tomó los hábitos muy mayor, en realidad profesó a los 28 años en el Monasterio de Guadalupe, según consta en documentos allí conservados. Dedicado a la composición de música sacra y a la enseñanza, fue muy estimado en las catedrales españolas.
Sus obras se recogieron en cuatro volúmenes de marca mayor en la forma de libros de facistol, que se conservaron en el monasterio de Guadalupe hasta su desaparición. Se conservan en la actualidad partituras en el archivo del monasterio de El Escorial de las siguientes obras: Missa a 8 <in vasta illa>, Misa a 8 de difuntos, publicada por Eslava en La Lira Sacro hispana; Pasillos a tres de las Pasiones del Domingo de Ramos y Viernes Santo, Dixit Dominus a 8 de to 8. Beatus vir a 8, Credidi a 8, Letanía a Nuestra Señora a 6, Villancico a 4 de Nuestra Señora, Villancico a 6 a San Lorenzo; y en Guadaupe: motete Eclesiarum principi a 7 y Villancico de Navidad a 8.